# Щит Ливии
«Щит Ливии» — вооружённая организация в Ливии, составленная из вооружённых групп противников Муаммара Каддафи. Образована в 2012 году. Ливийский парламент обозначил большую часть участников организации как террористов, а некоторые группы Щита идентифицированы как связанные с Аль-Каидой уже в 2012 году.
Со времени начала Второй гражданской войны, Щит Ливии имел связи с исламистами.

## Подразделения
- «Ливийский щит 1», входящий в состав Совета шуры революционеров Бенгази. Палатой представителей отнесена к террористам.
- «Западный щит» — боевое подразделение Нового Всеобщего национального конгресса. Участвует в боях на юге и западе Триполи. Связано с лидером Аль-Каиды Абдом аль-Мухсином Аль-Либи[4], также известного как Ибрагим Али Абу Бакр или Ибрагим Тантуш. (не путать с Абу Анасом аль-Либи).
- «Центральный щит» — боевое подразделение Нового Всеобщего национального конгресса. Группировка принимала активное участие в попытке захвата Международного аэропорта Триполи[5][6]. Из-за большого количества жителей Мисураты в её рядах, иногда обозначается как «Мисуратская бригада». Палатой представителей Ливии официально объявлена террористической.